# Ronny Alte
Ronny Eugen Alte (Stokke, 22 aprile 1974) è un politico norvegese.
Le sue posizioni sono contro l'islam e l'immigrazione.

## Attività
Nell'estate del 2011 Ronny Alte fu il portavoce del gruppo di protesta norvegese Norwegian Defence League (NDL). In seguito fu designato come leader della NDL, e nel settembre del 2011 ha cercato di partecipare ad una manifestazione a Londra organizzata dalla English Defence League (EDL), ma è stato fermato dalla polizia britannica.
Nell'aprile del 2012 Ronny Alte fu chiamato come testimone difensore nel processo al terrorista Anders Behring Breivik. La Norvegian Defense League ha affermato che Breivik è stato tra i suoi membri fino al febbraio 2011 con il soprannome di "Sigurd Crociato". In un interrogatorio Breivik ha però contraddetto queste parole e non ha ammesso di aver avuto 600 amici del tale gruppo su facebook.
Nel 2015 Alte fu anche tra i principali esponenti per il movimento Pegida in Norvegia.
Nel febbraio del 2016 è apparso come portavoce della sezione norvegese dei Soldati di Odino, non solo, ma ne è anche divenuto il leader. Il gruppo è una critica all'immigrazione che sta avvenendo in Europa, ed in particolar modo a quella in paesi nordici come la Finlandia e si riferisce a sé come ad una comunità di destra capace di farsi giustizia autonomamente.
È residente a Stokke, Vestfold. In precedenza è stato un docente presso il liceo Færder.